# Lügner-Paradox

Pinocchios Nase wächst bekanntlich genau dann, wenn er lügt. Was passiert aber, wenn er sagt „Meine Nase wächst gerade“?

Ein Lügner-Paradox ist in der Philosophie bzw. Logik ein Paradoxon, das entsteht, wenn ein Satz seine eigene Falschheit (bzw. Unwahrheit) behauptet. Wenn der Satz wahr ist, so folgt durch seine Selbstreferenz, dass er falsch ist, und umgekehrt.

## Formulierung
Die einfachste Form des Lügner-Paradoxes ist der folgende selbstbezügliche Satz:

„Dieser Satz ist falsch.“

Die Paradoxie dieses Satzes besteht darin, dass sich nicht vernünftigerweise behaupten lässt, er sei wahr oder falsch. Angenommen er wäre falsch: Dann würde das zutreffen, was der Satz selbst behauptet, und er müsste also wahr sein. Nehmen wir aber an, er sei wahr, dann trifft das, was der Satz behauptet, nicht zu – was bedeutet, dass er falsch ist.
Diese Art der Paradoxie wird in der philosophischen Diskussion oft als Semantische Paradoxie bezeichnet. Sie wird dadurch ermöglicht, dass die Wahrheitsbedingungen eines Satzes in diesem selbst (direkt oder indirekt) spezifiziert werden – jedoch in einer Weise, die zumindest scheinbar keine sinnvolle Zuschreibung von Wahrheit oder Falschheit mehr zulässt.
Der Name „Lügner-Paradox“ geht darauf zurück, dass sich die Paradoxie auch mithilfe des Begriffs der Lüge formulieren lässt, z. B. folgendermaßen:

„[Ein Mensch behauptet:] Ich lüge gerade.“

Der Mensch, der dies behauptet, behauptet damit, dass seine Aussage eine Lüge ist, damit also nicht der Wahrheit entspricht. So entsteht jedoch letztlich dieselbe Paradoxie wie weiter oben.
Im Paradoxon des Epimenides wird der Satz „Alle Kreter sind Lügner“ verwendet, um die Paradoxie darzustellen. Dieser Satz wird von Epimenides, der selbst Kreter ist, behauptet. Dies ist aber kein Paradox im vollen Wortsinne, da aus der Negation des Satzes, also aus „Manche Kreter sind keine Lügner“, nicht notwendigerweise folgt, dass Epimenides die Wahrheit sagt.

## Erweiterungen und verwandte Paradoxien
Der paradoxe Mechanismus in der klassischen Lügner-Paradoxie gleicht demjenigen in anderen semantischen Paradoxien. Eine Variante, die bereits deutlicher auf die Problematik für die Logik hinweist, ist Currys Paradoxon. Wenn die Wahrheitsbedingungen der logischen Subjunktion für folgendes Konditional unterstellt werden, dann kann es beispielsweise so wiedergegeben werden:

„Wenn dieser Satz wahr ist, dann ist der Mond aus grünem Käse.“

Diesem Satz kann der Wahrheitswert „falsch“ nicht konsistent zugeschrieben werden, weil dann der Vordersatz des Konditionals falsch wäre, was nach dem vorausgesetzten logischen Verständnis das ganze Konditional wahr machen würde. Der Wahrheitswert „wahr“ kann dem Satz dagegen schon zugeschrieben werden; allerdings muss dafür vorausgesetzt werden, dass auch der Nachsatz „Der Mond ist aus grünem Käse“ wahr ist – ansonsten wäre der Vordersatz des Konditionals wahr, der Nachsatz jedoch falsch, und der ganze Satz damit wiederum falsch. Wenn diesem Satz also ein Wahrheitswert zugeschrieben werden müsste, dann wäre er ein absurder „Beweis“ dafür, dass der Mond aus grünem Käse ist.
Dem Lösungsvorschlag, dem Lügner durch eine Ablehnung der zweiwertigen Logik zu begegnen, werden abgewandelte Versionen des Lügner-Paradoxons entgegengehalten. Die bekannteste ist der verstärkte Lügner:

„Dieser Satz ist nicht wahr.“

Diese Paradoxie bleibt auch dann noch bestehen, wenn zugelassen wird, dass paradoxe Sätze weder wahr noch falsch sein können (sog. Wahrheitswert-„Lücken“). Sie lässt sich allerdings noch mit einer dreiwertigen Logik vermeiden, die den Dritten Wert als „sowohl wahr als auch falsch“ auffasst (sog. „Gluts“, z. B. vertreten durch Graham Priest). Allerdings lässt sich dagegen eine Variante des verstärkten Lügners anführen:

„Dieser Satz ist nicht ausschließlich wahr.“

Paradoxien des Lügner-Typus lassen sich auch mit mehreren Sätzen erzeugen, so etwa mit folgenden beiden:

„Der nächste Satz ist falsch.
Der vorhergehende Satz ist wahr.“

Diese Variante (vorgeschlagen von Philip Jourdain, auch bekannt als Kartenproblem) vermeidet den unmittelbaren Selbstbezug, stellt aber dennoch genau dieselbe Paradoxie her wie der klassische Lügner. Eine indirekte Selbstbezüglichkeit ist jedoch noch gegeben, da ein Zirkel von Verweisen der beiden Sätze untereinander besteht (ähnlich bei Varianten mit einer größeren Anzahl von Sätzen).
Dem eigenen Anspruch nach ohne Selbstreferenzialität kommt Yablos Paradoxon aus. Es besteht aus einer unendlichen Reihe von Sätzen, von denen jeder behauptet, dass alle nun folgenden Sätze nicht wahr sind. Auch hier kann keinem der Sätze widerspruchsfrei ein Wahrheitswert zugeschrieben werden, weil jeweils widersprüchliche Bedingungen an die Reihe der darauffolgenden Sätze gestellt werden müssten. Wenn dieses Paradox tatsächlich ohne Selbstbezüglichkeit auskommt (was jedoch in der philosophischen Diskussion gelegentlich bestritten wird), dann zeigt es, dass nicht die Selbstbezüglichkeit die Paradoxie ermöglicht, sondern unser Umgang mit den Begriffen „wahr“ und „falsch“.
Ein Satz, der statt seiner Falschheit seine eigene Unentscheidbarkeit behauptet, erzeugt eine verwandte Paradoxie.

## Geschichte
Bereits Aristoteles erörterte in seinen Sophistischen Widerlegungen das Lügner-Paradoxon, allerdings ohne Zitat und Autorangabe. Spätantike Quellen nennen seinen Zeitgenossen Eubulides als Referenten des Lügner-Paradoxons. Da die Werke von Eubulides verloren sind, ist seine Argumentation nur aus den ältesten Zitaten bei Cicero u. a. rekonstruierbar; sie könnte folgende Dialogform gehabt haben:
„Wenn ich lügend sage, dass ich lüge, lüge ich oder sage ich Wahres?“
„Du sagst Wahres.“
„Wenn ich Wahres sage und sage, dass ich lüge, lüge ich?“
„Du lügst offenbar.“
Dieser Dialog leitet die durch die paradoxe Teilaussage „Ich sage, dass ich lüge“ provozierte Antinomie ab.
Varianten dieser Lügner-Antinomie wurden durch die ganze Logikgeschichte hindurch diskutiert. In der modernen mathematischen Logik gewann sie neu an Bedeutung durch Bertrand Russell. Er knüpfte an am Paradoxon des Epimenides „Epimenides der Kreter sagte: Alle Kreter sind Lügner“; diese wohl ältere, schwächere Vorform des Lügner-Paradoxons erzeugt noch keine Antinomie; er verschärfte sie daher zum echt paradoxen Satz, der die Antinomie erzeugt:

“A man says: I am lying.”

„Ein Mann sagt: Ich lüge gerade.“

## Problematik und Lösungen

### Typentheoretische Lösung
Russell forderte zur Lösung des Paradoxons eine Typentheorie mit einer Hierarchie von Aussagen und einer Hierarchie von Wahrheitsprädikaten, nämlich Aussagen der Ordnung n und Wahrheitsprädikate der Ordnung n (für n=0, 1, 2, …). Ein Wahrheitsprädikat der Ordnung n darf nur von einer Aussage mit einer Ordnung kleiner als n ausgesagt werden. Er löste also das Lügner-Paradoxon, indem er selbstbezügliche Aussagen syntaktisch ausschloss.

### Trennung von Objekt- und Metasprache
Die Lügner-Paradoxie ist ab dem 20. Jahrhundert als erhebliches Problem für eine philosophische Wahrheitstheorie betrachtet worden. Alfred Tarski formuliert das Problem in seinem einflussreichen Aufsatz Der Wahrheitsbegriff in den formalen Sprachen so: Die Umgangssprache sei „universalistisch“, d. h., sie nehme alle semantischen Ausdrücke in sich auf. Jedoch:

„Dieser universalistischen Tendenz der Umgangssprache in Bezug auf semantische Untersuchungen folgend, müssen wir konsequenterweise […] solche semantische Ausdrücke wie ‚wahre Aussage‘, ‚Name‘, ‚bezeichnen‘ usw. aufnehmen. Andererseits ist eben dieser Universalismus der Umgangssprache im Gebiete der Semantik vermutlich die wesentliche Quelle aller sog. semantischen Antinomien, wie der Antinomien des Lügners oder der heterologischen Worte; diese Antinomien scheinen einfach ein Beweis dafür zu sein, dass sich auf dem Boden jeder Sprache, welche im obigen Sinne universal wäre und für welche hierbei die normalen Gesetze der Logik gelten sollten, ein Widerspruch ergeben muss.“

Tarski zeigt im Folgenden, dass sich für künstliche Sprachen, bei denen eine Trennung von Objektsprache und Metasprache konsequent durchgezogen wird, solche Paradoxien nicht ergeben. Wesentliches Charakteristikum dieser Trennung ist, dass innerhalb der Objektsprache keinerlei Aussagen über diese Sprache getroffen werden können – das bleibt der Metasprache für diese Sprache vorbehalten. Für Aussagen über die Metasprache ist dann jedoch eine Metasprache für diese Metasprache erforderlich, sodass sich eine sogenannte „Tarski-Hierarchie“ ergibt. Innerhalb einer Sprache ist ein Bezug auf Sätze dieser Sprache somit immer ausgeschlossen.

### Fundiertheit
Eine Alternative zur Tarski-Hierarchie, die ein Modell der natürlichen Sprache liefern soll, basiert auf Saul Kripkes Konzept der Fundiertheit. Kripke liefert eine semantische Wahrheitstheorie, in der auch Aussagen über die Wahrheit anderer Sätze ein Wahrheitswert zugeordnet werden kann, solange sie „fundiert“ sind. „Unfundierte“ Aussagen werden nicht als Propositionen anerkannt, die wahr oder falsch sind; sie sind nach Kripke dennoch nicht sinnlos, insofern sie der Form nach mögliche Propositionen ausdrücken und mit Hilfe einer dreiwertigen Logik noch behandelt werden könnten.
Die grundsätzliche Idee von Kripkes Wahrheitstheorie ist folgende: In einem ersten Schritt wird allen Aussagen, die nicht vom Wahrheitswert anderer Aussagen abhängen (d. h., z. B. nicht von einem anderen Satz behaupten, dieser sei wahr) ein Wahrheitswert zugeordnet – einfach durch Abgleich mit der Realität. In einem zweiten Schritt werden nun auch alle Aussagen über den Wahrheitswert anderer Aussagen betrachtet. Sofern sich anhand der bis hierhin verteilten Wahrheitswerte diesen Aussagen ein Wert zuordnen lässt geschieht dies auch. Dieser zweite Schritt wird nun solange wiederholt bis in einer Wiederholung dieses Schrittes keine neuen Wahrheitswerte mehr verteilt wurden. Sätze, die an diesem „kleinsten Fixpunkt“ keinen Wahrheitswert haben gelten als unfundiert.
Kripke meint, sich mit seiner Wahrheitstheorie den üblichen Formulierungen des Lügners entzogen zu haben. Den Versionen des verstärkten Lügners weicht er aus, indem er angibt, dass es sich bei „unfundiert“ um keinen dritten Wahrheitswert handelt, zudem betont er, dass die klassische Logik weiterhin für den Bereich der Propositionen gültig bleibe. Allerdings lassen sich dennoch mithilfe des Begriffs der Unfundiertheit neue Paradoxien formulieren (die in der Literatur gerne als „Rache des Lügners“ bezeichnet werden). Kripke sieht dies und behauptet nicht, eine universale Semantik des Wahrheitsbegriffs gegeben zu haben. Letztlich gesteht er Tarski die Notwendigkeit einer Metasprache für Begriffe wie „unfundiert“ oder „paradox“ zu. Er habe nur ein Modell für die Alltagssprache nichtphilosophischer Sprecher geben wollen, raffiniertere Begriffe könne dies jedoch nicht auffangen.

### Allgemeine Formalisierung
Eine Formalisierung der Argumentation löst das Paradoxon auch ohne syntaktische Einschränkungen. Als Kalkül genügt die klassische Aussagenlogik mit zusätzlichen Prädikaten „X lügt“ (im Sinn von „X lügt gerade“) und „X sagt, dass A“ und zwei Syllogismen:
| (1) | X lügt und X sagt, dass A → nicht-A | (momentanes Lügen)        |
| (2) | X lügt nicht und X sagt, dass A → A | (momentanes Wahres-Sagen) |

Dieser Kalkül ist widerspruchsfrei: Beide Syllogismen gelten mindestens in einer Welt, in der niemand etwas sagt (dort ist ihre zweite Prämisse falsch). Also ist im Kalkül keine Antinomie ableitbar. Das Lügner-Paradoxon ist hier eine syntaktisch korrekte Selbstreferenz in variabler Form:
| (3) | X sagt, dass X lügt | (allgemeines Lügner-Paradoxon) |

Im Kalkül gilt folgendes auf Arthur Prior zurückgehendes Theorem:
Das Lügner-Paradoxon (3) ist widerlegbar; es gilt die Negation von (3).
Indirekter Beweis: Annahme (3). Erster Fall: X lügt; dann folgt aus der Annahme (3) mit (1) und dem Modus ponens: X lügt nicht. Dieser Fall ist also widersprüchlich. Im anderen Fall gilt: X lügt nicht; dann aber folgt aus der Annahme (3) mit (2) per Modus ponens: X lügt. Damit sind beide möglichen Fälle widersprüchlich und (3) ist widerlegt.
Der Beweis präzisiert die Argumentation von Eubulides, betont aber zugleich dessen versteckte Annahme: das Lügner-Paradoxon, ohne das die Argumentation nicht funktioniert. Es erweist sich als Sophismus, der nicht relativ konsistent zum erklärten Kalkül ist und daher als logisches Argument ausscheidet. Der Beweis ist unabhängig von der Definition der Prädikate in speziellen Modellen, denn die Formalisierung ist eine allgemeine Axiomatisierung, die verschiedene Modelle zulässt.

### Unpersönliches Modell
Da die Formalisierung die Belegung der Variablen offenlässt, kann X eine Aussage sein, die ja auch etwas sagt und falsch ist, wenn sie lügt; das fassen zwei Definitionen:
| (4) | X sagt, dass A {\displaystyle \textstyle :=} X ↔ A |
| (5) | X ist falsch {\displaystyle \textstyle :=} X lügt  |

Diese Definitionen erzeugen aus (3) das unpersönliche Lügner-Paradoxon „X ↔ X ist falsch“, für die Priors Theorem genauso gilt und ursprünglich formuliert ist. Das Modell lässt offen, wie das Prädikat „X lügt“ definiert wird. Es kann auf einer erweiterten semantischen Sprachebene geschehen, weshalb der Lügner als semantisches Paradoxon gilt. Dies ist aber nicht zwingend, wie folgendes Modell belegt.

### Aussagenlogisches Modell
Das unpersönliche Lügner-Modell wird zum aussagenlogischen Modell, indem das Lügenprädikat nicht auf eine höhere semantische Sprachebene verschoben, sondern auch als Aussage definiert wird:
| (6) | X lügt {\displaystyle \textstyle :=} nicht-X |

Mit den Definitionen (4) und (6) werden die Syllogismen (1) und (2) beweisbar, und das Lügner-Paradoxon (3) wird gleichwertig zur Selbstreferenz „X ↔ nicht-X“, die bekanntlich falsch ist.

## Populärkultur
In der Populärkultur kursieren ausgeschmückte Varianten des Lügner-Paradoxons: Ein häufiges Motiv bei Science-Fiction-Autoren ist die Überwindung einer übermächtigen Künstlichen Intelligenz durch die Konfrontation mit dem Paradoxon, die zu einer unendlichen Berechnungsschleife führen soll.